# Золотая танагра
Золотая танагра (лат. Tangara arthus) — вид птиц из семейства танагровых (Thraupidae). Этот вид обитает в тропических и субтропических влажных горных лесах Боливии, Колумбии, Эквадора, Перу и Венесуэлы. Птица занесена в международную Красную книгу МСОП (Категория — LC).

## Подвиды
- Tangara arthus aequatorialis (Taczanowski & Berlepsch, 1885)
- Tangara arthus arthus (Lesson, 1832)
- Tangara arthus aurulenta (Lafresnaye, 1843)
- Tangara arthus goodsoni (Hartert, 1913)
- Tangara arthus occidentalis (Chapman, 1914)
- Tangara arthus palmitae (Meyer de Schauensee, 1947)
- Tangara arthus pulchra (Tschudi, 1844)
- Tangara arthus sclateri (Lafresnaye, 1854)
- Tangara arthus sophiae (Berlepsch, 1901)